# Georgi Sergejewitsch Poltawtschenko

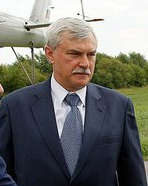
Georgi Poltawtschenko

Georgi Sergejewitsch Poltawtschenko (russisch Гео́ргий Серге́евич Полта́вченко, wiss. Transliteration Georgij Sergeevič Poltavčenko, * 23. Februar 1953 in Baku, Aserbaidschanische SSR) ist ein russischer Politiker und war Gouverneur von Sankt Petersburg. Er bekleidet den Rang eines Wirklichen Staatsrats 1. Klasse der Russischen Föderation.

## Ausbildung
Poltawtschenkos Familie zog, als er sieben Jahre alt war, nach Leningrad. Im Jahr 1970 machte er sein Abitur an der Leningrader Physikalisch-mathematischen Schule Nr. 211. Poltawtschenko studierte und graduierte am Leningrader Institut für Fluggeräte-Instrumente. Im Jahr 1976 schloss er sein Studium als Maschinenbau-Ingenieur (Instrumente für Luftverkehrs- und Weltraummedizin) ab und arbeitete dann als Ingenieur in einem Militärbetrieb. Bereits 1978 ordnete ihn sein Betrieb als hauptamtlichen Sekretär zum kommunistischen Jugendverband Komsomol im Leningrader Newski-Bezirk ab.

## Beruf
1979–1980 machte er eine Ausbildung an der KGB-Hochschule in Minsk. Danach begann er seine berufliche Laufbahn beim damaligen KGB. Hier wurde er schnell Abteilungsleiter, Chef des KGB in Wyborg und war anschließend beim KGB in Leningrad und der Leningrader Region tätig. 1990–1993 wurde er Abgeordneter des Regionalparlaments der Leningrader Region. Nach Übernahme der Aufgabe der Steuereintreibung durch den KGB-Nachfolgedienst FSB wurde er von 1992 bis 1993 Leiter der Steuerfahndung und 1993 bis 1999 im Range eines Generalleutnants der Polizei (in der Quelle renta.ru: Generaloberst der Polizei) Chef der Steuerpolizei in St. Petersburg.

## Politik

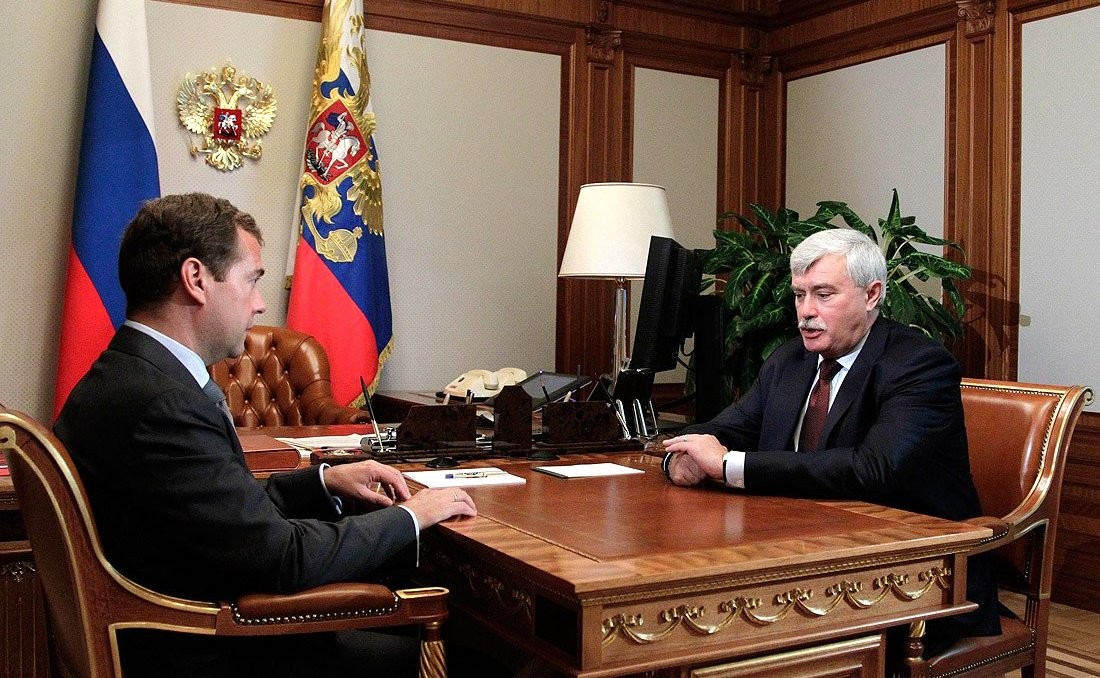
Medwedew und Poltawtschenko am 30. August 2011

Der damalige Präsident Wladimir Putin ernannte ihn 1999 zum Vertreter des russischen Präsidenten im Leningrader Gebiet, später zum Generalgouverneur für Zentralrussland. Vom nachfolgenden russischen Präsidenten Dmitri Medwedew wurde er ebenfalls im Amt bestätigt. In dieser Funktion war er Mitglied im russischen Sicherheitsrat. Am 30. August 2011 wurde er zum amtierenden Gouverneur von St. Petersburg ernannt und dem Stadtparlament zur Wahl vorgeschlagen.
Von 52 Abgeordneten der Gesetzgebenden Versammlung stimmten 37 für den vom russischen Präsidenten Dmitri Medwedew als Nachfolger für Valentina Matwijenko vorgeschlagenen Georgi Poltawtschenko; fünf Deputierte enthielten sich der Stimme. Am 31. August 2011 wurde er in sein Amt eingeführt.
St. Petersburg und Moskau sind die beiden russischen Städte mit einem föderalen Subjektstatus. Ihre Gouverneure sind eher mit der Position des Regierenden Bürgermeisters, bzw. Ersten Bürgermeisters, bzw. Bürgermeisters und Präsidenten des Senats der deutschen Stadtstaaten Berlin, Hamburg oder Bremen vergleichbar. Poltawtschenko gilt als Gefolgsmann des russischen Präsidenten Wladimir Putin.
Im Oktober 2018 trat er vorzeitig von seinem Amt zurück. Im Dezember 2018 wurde er zum Präsidenten des Verwaltungsrates der USC gewählt.

## Positionen

### Homosexualität
St. Petersburg hat vor der Russischen Föderation ein Gesetz verabschiedet, welches Propaganda für Homosexualität unter Strafe stellt. Stadtgouverneur Georgi Poltawtschenko stellte sich eindeutig hinter die Initiative.

## Privatleben
Er ist mit Jekaterina Leonidowna Poltawtschenko verheiratet und hat einen Sohn (* 1985). Als Hobbys gibt er Basketball und Tennis an. Er war zeitweise Vorsitzender des St. Petersburger Basketballverbandes. Poltawtschenko ist bekennendes Mitglied der Russisch-Orthodoxen Kirche.